# Ле-Тей (Алье)
Ле-Тей (фр. Le Theil) — коммуна во Франции, находится в регионе Овернь. Департамент коммуны — Алье. Входит в состав кантона Ле-Монте. Округ коммуны — Мулен.
Код INSEE коммуны — 03281.

## Население
Население коммуны на 2008 год составляло 408 человек.
| 1962 | 1968 | 1975 | 1982 | 1990 | 1999 | 2008 |
| ---- | ---- | ---- | ---- | ---- | ---- | ---- |
| 663  | 679  | 590  | 503  | 456  | 413  | 408  |

## Экономика
В 2007 году среди 252 человек в трудоспособном возрасте (15—64 лет) 177 были экономически активными, 75 — неактивными (показатель активности — 70,2 %, в 1999 году было 63,7 %). Из 177 активных работали 157 человек (97 мужчин и 60 женщин), безработных было 20 (9 мужчин и 11 женщин). Среди 75 неактивных 13 человек были учениками или студентами, 34 — пенсионерами, 28 были неактивными по другим причинам.

## Достопримечательности
- Романская церковь XI—XII веков с каменным шпилем. Исторический памятник
- Замок Фонтарьоль XV века
- Пруд Миркон